# 차노치
차노치는 한국 음식이다. 분홍색이며, 찹쌀가루로 만든 팬에 튀긴 떡 또는 전병이다. 영남 지방의 향토 음식이다.

## 어원
차노치는 접두사 차-와 명사 노치의 합성어이다. 차-는 "찹쌀"을 의미하고, 노치는 동남 방언으로 노티를 뜻하는데, 이것은 찹쌀, 엿기름으로 만든 팬에 튀긴 떡으로, 보통 관서 지방의 향토 음식으로 간주된다.

## 준비
찹쌀가루는 소금으로 간을 하고, 지치를 사용하여 분홍색으로 물들인 다음, 끓는 물로 반죽한다. 반죽은 납작하고 둥근 모양으로 만들고 기름에 팬에 튀긴다. 팬에 튀긴 차노치는 꿀이나 설탕으로 코팅한다.

## 같이 보기
- 화전 (음식)